# Coroana Imperială de Stat
Coroana Imperială de Stat este una dintre Bijuteriile Coroanei Regatului Unit și simbolizează suveranitatea monarhului.
Ea a existat în diferite forme începând cu secolul al XV-lea. Versiunea actuală a fost creată în 1937 și este purtată de monarh după o încoronare (Coroana Sfântului Eduard este folosită la încoronarea monarhului) și utilizată la Deschiderea de Stat a Parlamentului.
Coroana este împodobită cu 2.901 pietre prețioase, inclusiv diamantul Cullinan II, Safirul Sfântului Eduard, Safirul Stuart și Rubinul Prințului Negru.

## Istoric

### Origine
Coroana Sfântului Eduard, folosită pentru încorona monarhii englezi, a fost considerată a fi o relicvă sfântă, păstrată în sfântul altar, la Westminster Abbey, și, prin urmare, nu este purtată de monarhi în nici un alt moment. În schimb, o „coroană mare” cu cruci și cu fleur-de-lis, dar fără arcade (o coroană deschisă), era folosită de rege la ocazii de stat până la Henric al V-lea, care este reprezentat purtând o coroană imperială de stat cu arcade de aur (o coroană închisă). Arcadele erau un simbol al suveranității, iar de la acest moment din istorie, regele Angliei a fost celebrat ca fiind rex in regno suo est imperator – un împărat pe propriul său domeniu – supus doar lui Dumnezeu, spre deosebire de unii conducători de pe continent, care datorau loialitate altor regi mai puternici sau  Împăratului Sfântului Imperiu Roman.
Este posibil ca Henric al VII-lea sau fiul și succesorul său, Henry al VIII-lea, să fi comandat o variantă mai elaborată a coroanei de stat care este descrisă în detaliu pentru prima dată într-un inventar al bijuteriilor regale în 1521 și din nou în 1532, 1550, 1574 și 1597 și a fost inclusă într-un tablou de Daniel Mytens al lui Carol I în 1631. Coroana Tudor avut mai multe perle și bijuterii decât predecesoarea sa medievală, iar petalele centrale ale fiecărei dintre fleur-de-lis avea imagini ale lui Hristos, a Fecioarei Maria și Sf Gheorghe Coroana cântărea 3,3 kg și era împodobită cu 168 de perle, 58 rubine, 28 diamante, 19 safire și 2 smaralde. După abolirea monarhiei și execuția lui Carol I în 1649, Coroana Tudor a fost spartă de către Oliver Cromwell în timpul Interregnum și componentele valoroase s-au vândut pentru £1.100.

### Restaurare și prezent
După restaurarea monarhiei în 1660, o nouă coroană de stat a fost creată pentru Carol al II-lea de către Sir Robert Vyner. Aproximativ 10 versiuni ale coroanei au existat de la restaurare. Cea făcută pentru Regina Victoria în anul 1838 este baza pentru coroana de azi. Creată de Rundell and Bridge în 1838, folosind bijuterii vechi și noi, avea catifea purpurie cu margine de hermină și căptușeală de mătase albă. Aceasta cântărea 1,221 kg și era decorată cu diamante (1.363 brilliant, 1.273 rose și 147 table), 277 perle, 17 safire, 11 smaralde, 4 rubine și Rubinul Prințului Negru (un spinel). La Deschiderea de Stat a Parlamentului în 1845, Ducele de Argyll a transportat coroana înaintea Reginei Victoria, atunci când a căzut de pe pernă și s-a rupt. Victoria a scris în jurnalul ei: „era complet zdrobită și strivită ca o budincă pe care s-au așezat”.
Bijuteriile din coroană au fost remontate pentru încoronarea regelui George al VI-lea în 1937 de către Garrard & Co. Coroana a fost ajustată pentru încoronarea Reginei Elisabeta a II-a în 1953, când a fost redus diametrul pentru a se potrivi capului mai mic și au fost coborâte arcadele cu 25 mm pentru a oferi un aspect mai feminin.

## Descriere
Coroana Imperială are o înălțime de 31,5 cm, cântărește 1,06 kg, și are patru fleur de lis și patru cruci pattée, sprijinind două arcade acoperite de un monde și o cruce pattée. Catifeaua violet este împodobită pe margine cu hermină. Cadrul este realizat din aur, argint și platină și decorat cu 2.868 diamante, 273 perle, 17 safire, 11 smaralde și 5 rubine.
Printre pietrele notabile se numără Safirul Sfântului Eduard de pe crucea din vârf, despre care se crede că a fost luat din inelul lui Eduard Confesorul când a fost reînhumat la Westminster Abbey în 1163, și Rubinul Prințului Negru (un spinel mare) pe crucea din față. În 1909, Safirul Stuart, de 104 carate (21 g), situat în partea din față a coroanei, a fost mutat în partea din spate și înlocuit cu diamantul Cullinan II de 317 carate (63 g). Sub monde atârnă patru perle, dintre care trei sunt de multe ori atribuite Reginei Elisabeta I, deși asocierea este aproape cu siguranță eronată.

## Utilizare
Coroana este purtată de monarh la plecarea din Westminster Abbey la sfârșitul încoronării sale. Aceasta este, de obicei purtată și la Deschiderile de Stat ale Parlamentului, deși Elisabeta a II-a a purtat o pălărie în 1974 și 2017, după alegeri generale anticipate, iar în 2019 a purtat Diadema de Stat, în timp ce Coroana Imperială se afla alături de ea. De obicei, acesta este adusă la Palatul Westminster sub pază armată în propria trăsură și plasată în Camera de Îmbrăcare, unde regina se îmbracă în hainele de ceremonie și își pune coroana pe cap înainte de a ține discursul în Parlament. Dacă o Deschidere de Stat are loc înainte de încoronare, coroana este amplasată pe o pernă lângă monarh. În 1689, la o săptămână după ce a fost proclamat rege, William al III-lea a purtat coroana în Parlament pentru a trece Crown and Parliament Recognition Act 1689. Atunci când nu este în uz, Coroana Imperială este expusă public în Jewel House în Turnul Londrei.

## Galerie

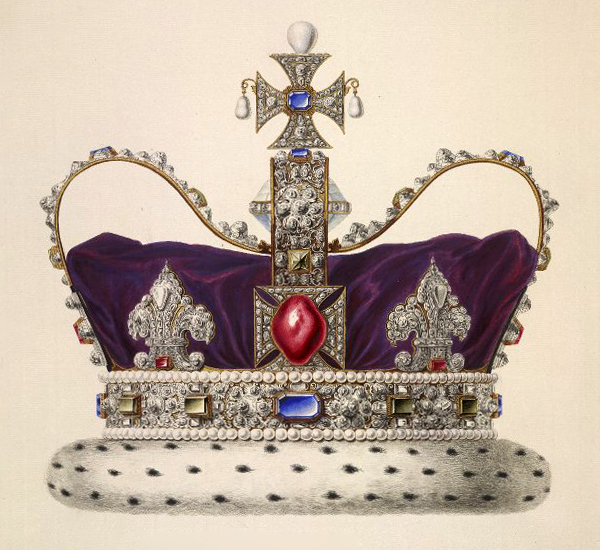
Fața Coroanei de Stat George I, 1714
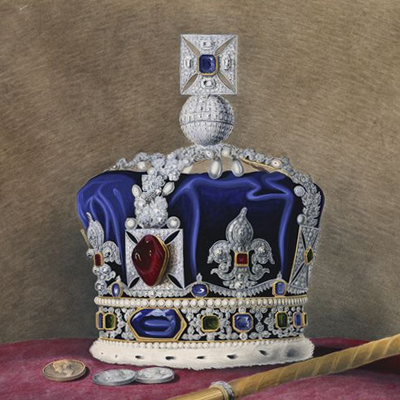
Coroana făcută pentru Regina Victoria în 1838
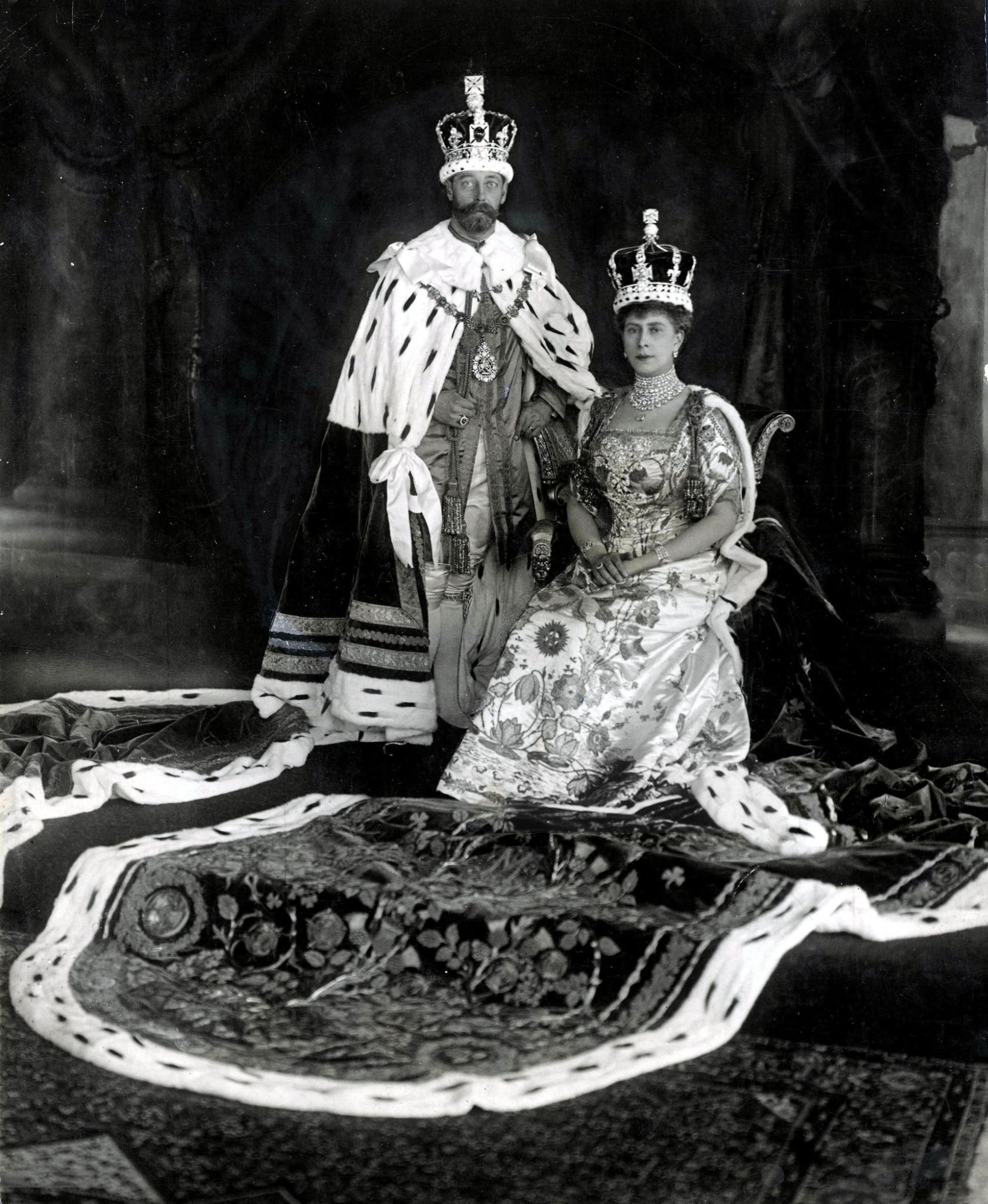
George al V-lea purtând coroana în 1911
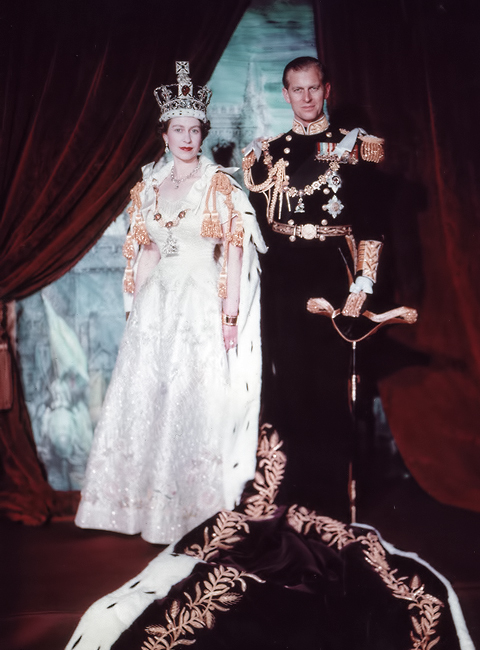
Elisabeta a II-a după ceremonia de încoronare în 1953
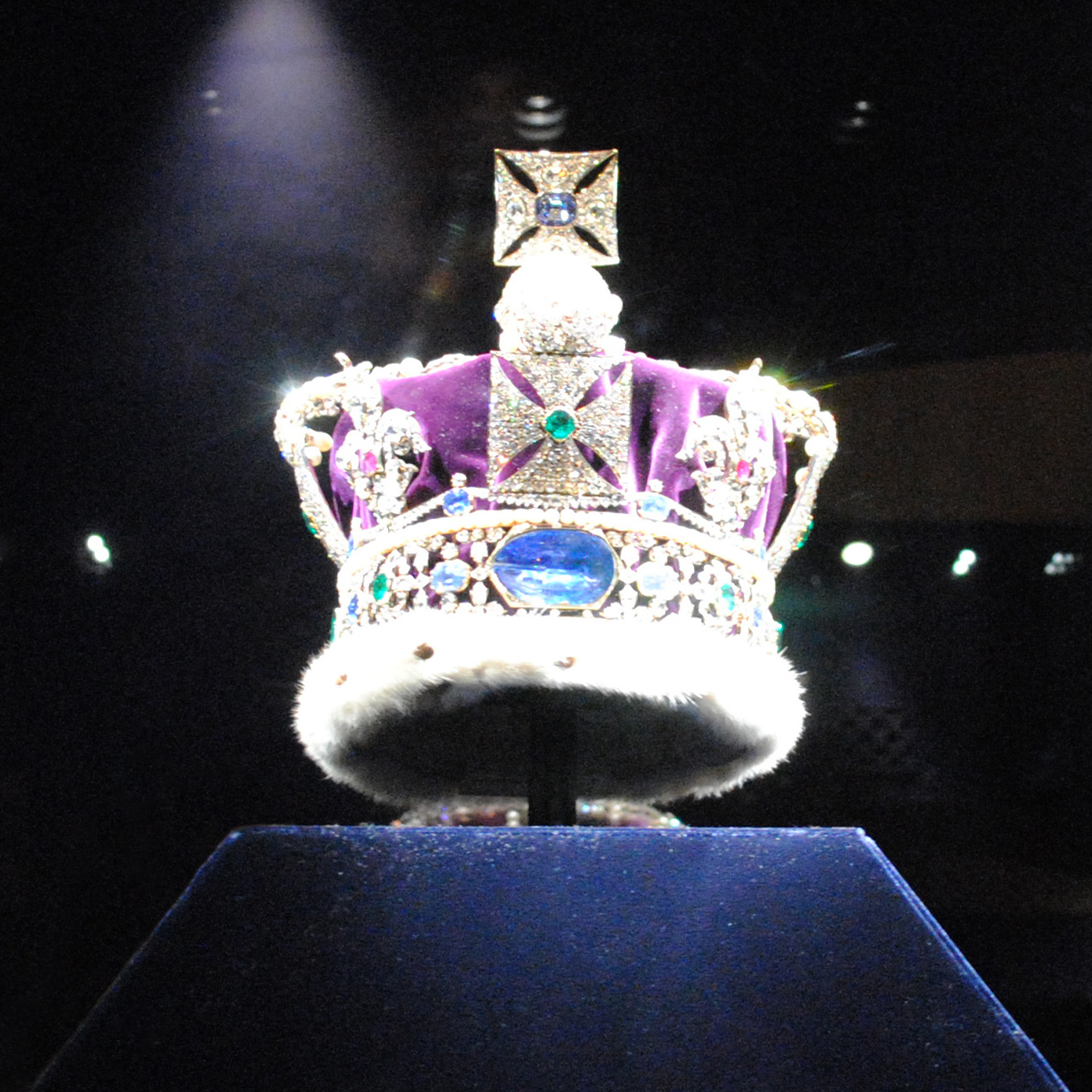
Spatele coroanei în 2012